# Bactrocera infesta
Bactrocera infesta
 es una especie de díptero que Günther Enderlein describió por primera vez en 1920. Bactrocera infesta pertenece al género Bactrocera de la familia Tephritidae.  